# Роу, Александр Артурович
Алекса́ндр Арту́рович Ро́у (24 февраля [9 марта] 1906, Москва или Юрьевец, Костромская губерния — 28 декабря 1973, Москва) — советский кинорежиссёр и сценарист, классик волшебной киносказки; народный артист РСФСР (1968).

## Биография
Родился в Москве, по другим сведениям — в Юрьевце Костромской губернии (ныне — Ивановская область). Семья Роу была состоятельной: отец Артур Уильям Роу (Rowe), ирландец, в 1905 году приехал по контракту в Российскую империю налаживать мукомольное производство и женился на гречанке Эйли Кэраджордж (также — Карагеоргий; в России её звали Юлия). Вскоре после рождения сына в связи с началом Первой русской революции отец отправил его с матерью в Юрьевец. В 1914 году Артур Роу вернулся на родину, оставив семью на произвол судьбы.
Александр с больной матерью переехали в Сергиев Посад, там он вынужден был зарабатывать на жизнь — торговал изделиями местных ремесленников-кустарей. Он окончил семилетнюю школу и поступил в промышленно-экономический техникум. С 1921 года был руководителем коллектива самодеятельности, «Живой газеты» и агитбригады «Синяя блуза» в Москве. Из техникума перевёлся в киношколу имени Б. В. Чайковского, которую окончил в 1930 году, затем учился в драматическом техникуме имени М. Н. Ермоловой (окончил в 1934 году).
С 1930 года работал помощником режиссёра на студии «Межрабпомфильм» на картине «Солнце восходит на западе» (1932), а затем ассистентом режиссёра на фильмах «Праздник святого Иоргена» (1930), «Марионетки» (1934), «Бесприданница», «О странностях любви» (1936), «Белеет парус одинокий» (1937).
Кино для детей, которое для многих авторов бывает просто виражом судьбы, стало для Роу естественной сферой творческого самовыражения.
Роу не был изобретателем новых технических трюков и спецэффектов, он использовал уже известные и отработанные приёмы, не уставая подчёркивать, что его цель — не ставить чудо выше человека.
Протазанов научил Роу кинематографу как профессии. Путь же в кинематографе он выбрал для себя сам. Я был свидетелем. Много раз Александр Артурович говорил, что, придя в кино, он точно знал, что будет снимать. А снимать он начал сказки.Владимир Швейцер, сценарист
С 1937 года — режиссёр на киностудии «Союздетфильм» (впоследствии — Киностудия имени М. Горького). Первая самостоятельная режиссёрская работа — фильм-сказка «По щучьему веленью» (1938). Вариации на тему русских народных сказок для всех возрастов стали основной темой его творчества. Источниками для его экранизаций были сами сказки, реже — их литературные переработки и авторские сценарии.
Как режиссёр снял также несколько документальных фильмов.
Член ВКП(б) с 1943 года, член Союза кинематографистов СССР.
Скончался 28 декабря 1973 года в Москве. За пять дней до смерти, в больнице, попросил организовать прощание с ним на студии, а в момент, когда его будут выносить, чтобы оркестр играл сюиту из комической оперы «Корневильские колокола». Его друг Лев Потёмкин организовал всё, как он просил. Похоронен в Москве на Бабушкинском кладбище (16 участок).
По написанному им совместно с Л. Потёмкиным сценарию в 1975 году Геннадий Васильев снял фильм «Финист — Ясный сокол».

### Семья
В начале 1930-х годов был женат на Елене Савицкой (1908—1959), актрисе, но брак оказался недолгим. Позже женился на Ирине Зарубиной (1907—1976), актрисе. В 1940 году у них родилась дочь Татьяна.
Третья жена — Елена Григорьевна Роу.
В 2010-е годы Россию посетили родственники Александра Роу из Уэксфорда (Ирландия).

## Фильмография
| 1938 | По щучьему веленью                                            | зелёная ✓ |           | |
| 1939 | Василиса Прекрасная                                           | зелёная ✓ |           | |
| 1941 | Конёк-Горбунок                                                | зелёная ✓ |           | |
| 1941 | Боевой киносборник № 7 (новелла «Ровно в семь»)               | зелёная ✓ |           | сорежиссёр (совместно с А. Гендельштейном)                                                                                    |
| 1944 | Кащей Бессмертный                                             | зелёная ✓ | зелёная ✓ | соавтор сценария (совместно с Владимиром Швейцером)                                                                           |
| 1949 | Артек (документальный)                                        | зелёная ✓ | зелёная ✓ | |
| 1949 | День чудесных впечатлений (документальный, стереоскопический) | зелёная ✓ | зелёная ✓ | |
| 1950 | Крым (документальный)                                         | зелёная ✓ |           | |
| 1952 | Майская ночь, или Утопленница (стереоскопический)             | зелёная ✓ |           | |
| 1954 | Тайна горного озера                                           | зелёная ✓ |           | |
| 1956 | Драгоценный подарок (стереоскопический)                       | зелёная ✓ |           | |
| 1958 | Новые похождения Кота в сапогах                               | зелёная ✓ |           | |
| 1959 | Марья-искусница                                               | зелёная ✓ |           | |
| 1960 | Хрустальный башмачок                                          | зелёная ✓ | зелёная ✓ | сорежиссёр (совместно с Ростиславом Захаровым); соавтор сценария (совместно с Ростиславом Захаровым и Александром Гинцбургом) |
| 1961 | Вечера на хуторе близ Диканьки                                | зелёная ✓ | зелёная ✓ | |
| 1963 | Королевство кривых зеркал                                     | зелёная ✓ |           | |
| 1964 | Морозко                                                       | зелёная ✓ |           | |
| 1968 | Огонь, вода и… медные трубы                                   | зелёная ✓ |           | |
| 1969 | Варвара-краса, длинная коса                                   | зелёная ✓ | зелёная ✓ | соавтор сценария (совместно с Михаилом Чуприным)                                                                              |
| 1972 | Золотые рога                                                  | зелёная ✓ | зелёная ✓ | соавтор сценария (совместно с Львом Потёмкиным)                                                                               |
| 1975 | Финист — Ясный сокол                                          |           | зелёная ✓ | режиссёр Г. Васильев, соавтор сценария (совместно с Львом Потёмкиным); также занимался подбором актёров                       |

## Награды и звания
- заслуженный деятель искусств РСФСР (1961);
- главный приз Международного кинофестиваля детских и юношеских фильмов в Венеции (1965) за фильм «Морозко» (1964)[7];
- приз II Всесоюзного кинофестиваля в Киеве (1966) за фильм «Морозко» (1964) [7];
- народный артист РСФСР (1968)[7];
- почётный диплом жюри IV ВКФ в Минске (1970) — «за многолетнюю плодотворную работу в области кино для детей»[1];
- орден «Знак Почёта» (1940)[15].

## Память
- 2004 — «Киносказочник. Александр Роу» («Техновидео», «Продюсерская компания Фора-Фильм М» при поддержке Федерального агентства по культуре и кинематографии)

- 2006 — «Страна волшебника Роу» (ГТРК «Санкт-Петербург»)
- 2007 — «Александр Роу. Легенды мирового кино» («Телекомпания „Гамаюн“» по заказу ГТРК «Культура»)
- 2016 — В Юрьевце открыт Дом сказки Александра Роу, разместившийся в деревянном памятнике архитектуры 1909 года постройки. Помимо фотоэкспозиции памяти режиссёра в музее представлены игрушечные персонажи из его фильмов-сказок[16][17]
- В честь А. А. Роу назван астероид (5412) Роу, открытый в 1973 году советским астрономом Л. В. Журавлёвой